# Average True Range

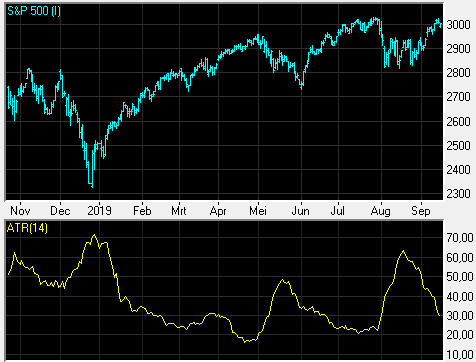
Average True Range (ATR) gemiddeld over 14 dagen

De Average True Range of ATR is een indicator ontworpen door J. Welles Wilder Jr.  De ATR is geen aan-/ verkoop indicator, maar meet de beweeglijkheid van de markt door de koersrange (True Range) van steeds twee opeenvolgende periodes te bekijken. De ATR is sterk verwant met het begrip volatiliteit. Omdat de ATR niet wordt uitgedrukt in procenten, maar in dezelfde koerseenheid als het geanalyseerde fonds, is de waarde direct bruikbaar bij het bepalen van bijvoorbeeld een stop loss. Bij een hoge ATR zal deze ruimer worden genomen dan bij een lage waarde. 
Het concept van de ATR vinden we ook terug als onderdeel in de berekening van andere indicatoren van Welles Wilder, zoals de Directional Movement Indicator en de ADX indicator.    

## Berekening
Allereerst wordt voor elke periode x de True Range bepaald. Dit is de hoogste van de volgende absolute waarden: 
- Hoog[x] - Laag[x]
- Hoog[x] - Slot[x-1]
- Slot[x-1] - Laag[x]

De Average True Range is het voortschrijdend gemiddelde van de True Range.